# Máy ảnh

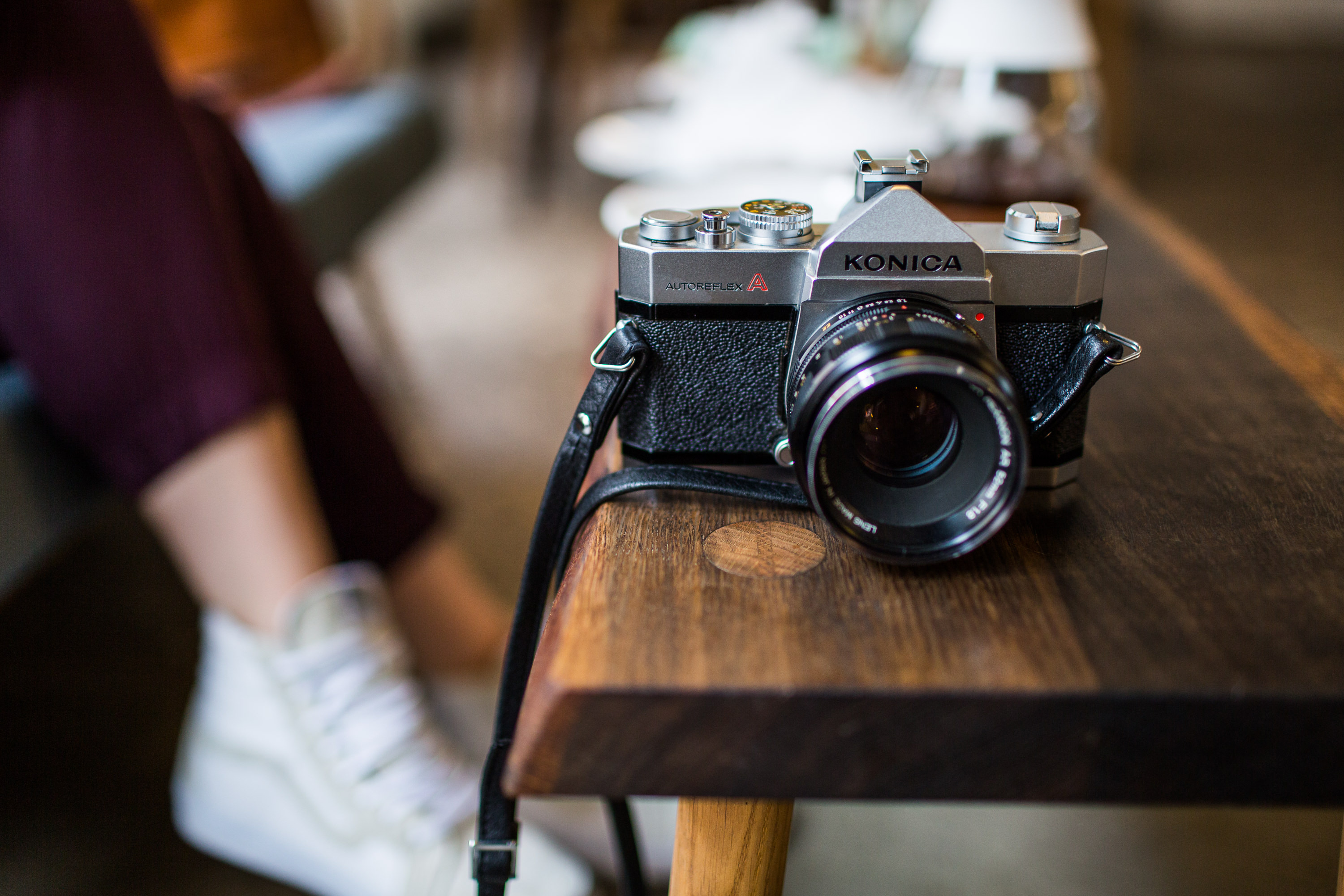
Máy chụp ảnh hiệu Konica

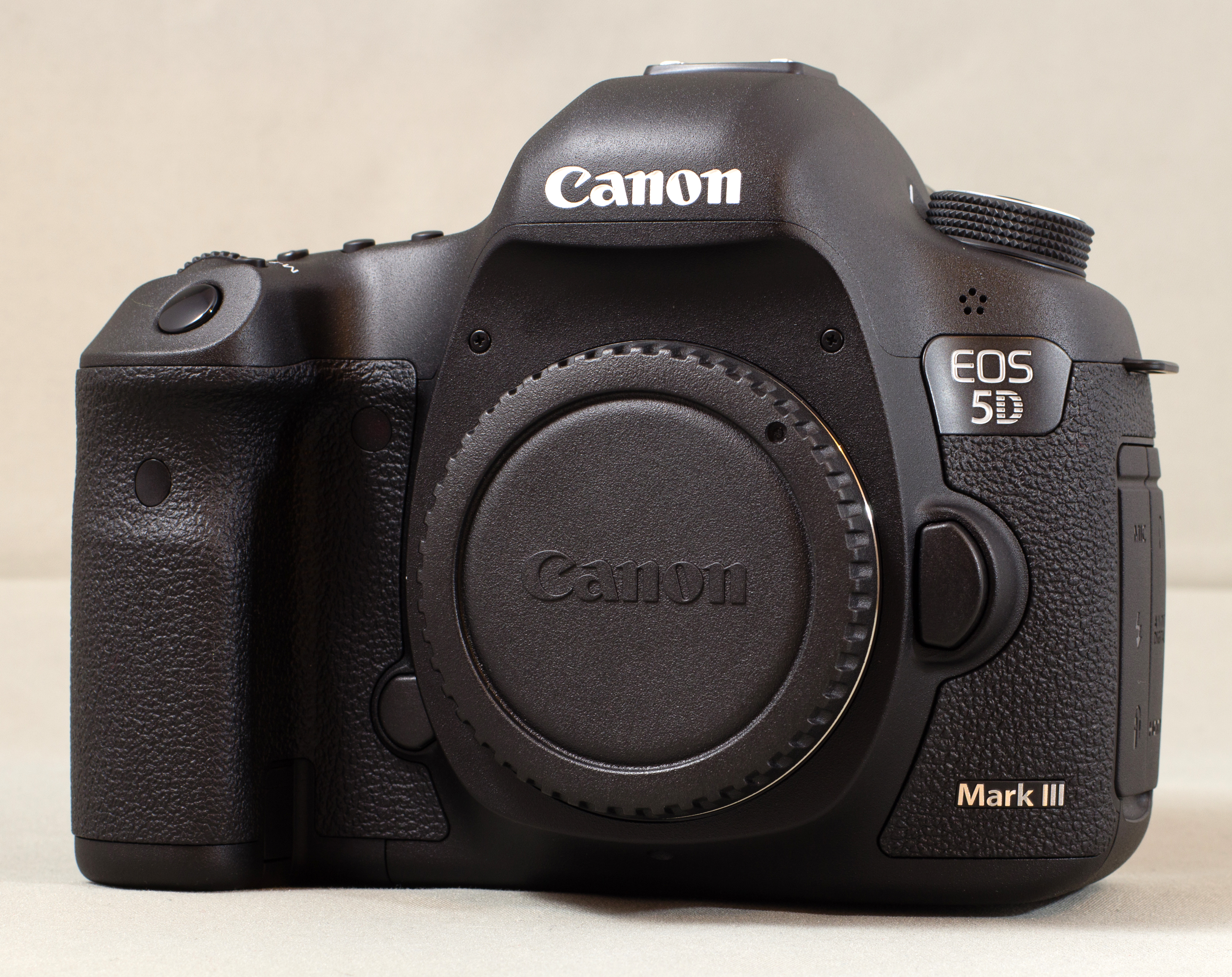
Canon EOS 5D Mark III, một chiếc máy ảnh gương lật phản xạ đơn ống kính kỹ thuật số

Máy ảnh hay máy chụp hình là một dụng cụ dùng để thu ảnh thành một ảnh tĩnh hay thành một loạt các ảnh chuyển động (gọi là phim hay video). Tên camera có gốc từ tiếng La tinh camera obscura nghĩa là "phòng tối", từ lý do máy ảnh đầu tiên là một cái phòng tối với vài người làm việc trong đó. Chức năng của máy ảnh giống với mắt người. Máy ảnh có thể làm việc ở phổ ánh sáng nhìn thấy hoặc ở các vùng khác trong phổ bức xạ điện từ.

## Mô tả
Mỗi máy ảnh thường có một khoảng kín, khoảng này có một đầu là lỗ ống kính để cho ánh sáng đi vào và đầu kia là nơi ghi ảnh hay xem ảnh. Hầu hết các máy ảnh đều có ống kính gắn ở phía trước để gom ánh sáng lại và hội tụ thành ảnh trên bề mặt ghi ảnh. Đường kính của lỗ ống kính thường được kiểm soát bằng cơ chế diaphragm, nhưng cũng có những máy ảnh có lỗ ống kính không đổi. Kích thước của lỗ ống kính và độ sáng của cảnh chụp quyết định lượng ánh sáng đi vào máy ảnh trong một khoảng thời gian, và màn trập điều khiển thời gian mà ánh sáng chiếu lên bề mặt ghi ảnh. Ví dụ, trong điều kiện ít sáng,, tốc độ màn trập nên chậm (tức là mở lâu hơn) để tấm phim nhận được thêm ánh sáng.
Do tính chất của ống kính máy ảnh, chỉ có những vật nằm trong một khoảng cách nào đó mới được thấy rõ. Quá trình điều chỉnh khoảng cách đó gọi là lấy nét trên máy ảnh. Có vài cách để lấy nét. Máy ảnh đơn giản nhất dùng cách lấy nét cố định với một lỗ ống kính nhỏ và ống kính góc rộng sao cho mọi thứ trong khoảng cách nào đó từ ống kính (thường là từ 3 mét tới vô cực) đều tương đối rõ nét. Cách này thường thấy ở loại máy ảnh dùng một lần rồi bỏ hoặc máy ảnh rẻ tiền. Một kiểu máy ảnh khác có một số khoảng rõ nét gọi là lấy nét bậc, các khoảng này được chỉ trên thân máy. Người dùng sẽ ước lượng khoảng cách của đối tượng rồi chọn bậc rõ nét tương ứng. Các bậc có thể được vẽ thành các biểu tượng như đầu và vai, hai người đứng, một cái cây, ngọn núi.
Máy ảnh đo khoảng cách qua lỗ ngắm cho phép đo khoảng cách tới đối tượng bằng một máy đo thị sai trên đầu máy. Máy ảnh SLR cho phép người chụp nhìn qua lỗ ngắm thấy ảnh sắp chụp và lấy nét trước khi chụp. Máy ảnh phản chiếu hai ống kính dùng một ống kính để chụp và một ống kính để lấy nét, hai ống kính này được liên kết với nhau để chỉnh cùng một lúc. Máy ảnh ngắm thẳng cho ảnh rọi lên một tấm kính mờ để ngắm, ngắm xong thì thay tấm kính mờ bằng tấm phim để chụp.
Máy ảnh thời nay thì có chức năng lấy nét tự động. Máy ảnh thường thu ánh sáng trên tấm phim ảnh hoặc kính ảnh. Máy quay video và máy ảnh số dùng dụng cụ điện tử, thường là bộ cảm biến CCD hoặc CMOS để thu ánh sáng rồi ghi vào băng hoặc bộ nhớ, sau đó có thể xem lại hoặc xử lý ảnh. Máy ảnh thu nhiều ảnh liên tiếp gọi là máy quay phim; máy chỉ thu từng ảnh gọi là máy chụp ảnh. Tuy nhiên ranh giới giữa hai loại này không còn rõ ràng nữa. Máy quay video là loại máy quay phim nhưng thu hình bằng phương pháp điện tử (analog hoặc digital). Máy ảnh nổi chụp được hình giống như có ba chiều bằng cách chụp 2 hình khác nhau rồi ghép lại để tạo ảo giác về bề sâu của hình. Máy ảnh nổi có 2 ống kính cạnh nhau. Một số máy ảnh phim có tính năng in ngày, để in ngày lên tấm phim.

## Lịch sử

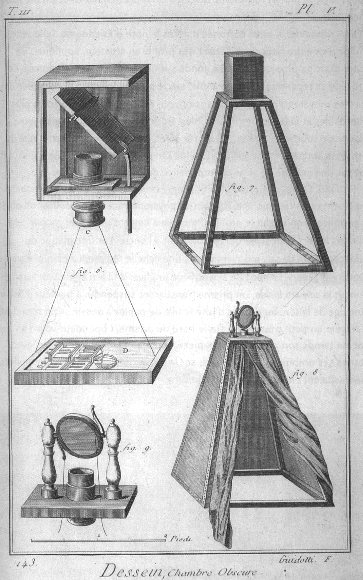
Camera obscura

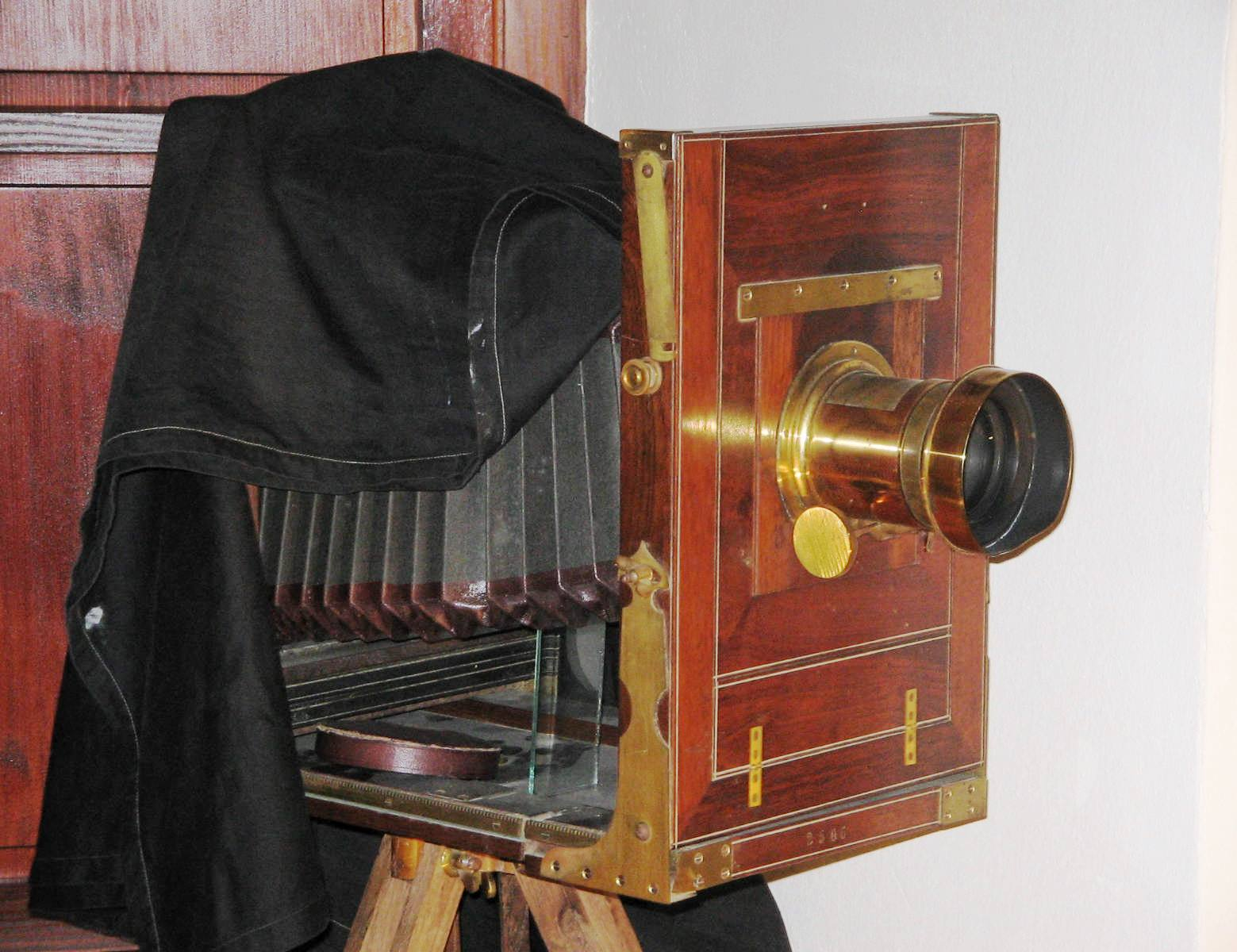
Máy ảnh dùng trong studio thế kỷ 19, có thân xếp để lấy nét.

Tiền thân của máy ảnh là "phòng tối" (camera obscura). Vào thế kỉ 5 trước công nguyên, nhà triết học Trung Quốc Mặc Tử nhận thấy khi ánh sáng đi qua lỗ trống và một vung tối có thể tạo ra ảnh đảo ngược và ảnh tập trung. Mặc Tử là người đầu tiên khai thác hiện tượng này để tạo ảnh đảo ngược. Vào thế kỉ 4 trước công nguyên, Aristote cũng đề cập đến nguyên lý này. Ông miêu tả quan sát nhật thực một phần vào năm 330 trước công nguyên bằng cắch nhìn ảnh của Mặt Trời chiếu qua khoảng trống giữa lá cây. Vào thế kỉ thứ 10, học giả người Ả Rập Idn al-Haytham (Alhazen) cũng viết về việc quan sát nhật thực qua lỗ trống. Ông cũng miêu tả khả năng làm cho hình ảnh rõ nét hơn khi thu nhỏ lỗ trống. Triết gia người anh Roger Bacon viết về quang lý năm 1267 trong luận "Perspectiva". 
Vào thế kỉ 15, các họa sĩ và các nhà khoa học sử dung hiện tượng này trong việc quan sát. Đầu tiên, người quan sát phải đi vào trong một phòng có một lỗ trống trên tường. Ở phía tường đối diện, người quan sát có thể nhìn thấy ảnh đảo ngược. Tên gọi camera obscura, tiếng La-tin cho "phòng tối", ra đời từ ứng dụng đầu tiên này. Thuật ngữ này được đặt bởi nhà toán học, thiên văn học Johannes Kepler trong cuốn "Ad Vitellionem pallipparalipomena" vào năm 1604. Ảnh cố định đầu tiên được chụp năm 1826 bởi Joseph Nicéphore Niépce bằng một máy ảnh hộp gỗ do Charles and Vincent Chevalier làm ra ở Paris. Niépce dựa trên phát hiện của Johann Heinrich Schultz (năm 1724): hỗn hợp bạc và phấn bị đen lại khi gặp ánh sáng. Tuy nhiên, đó là thời điểm bắt đầu của nhiếp ảnh, còn máy ảnh thì còn sớm hơn nữa. Trước khi phát minh ra phim ảnh thì không có cách nào để giữ lại ảnh từ các máy ảnh ngoài cách đồ lại bằng tay.
Máy ảnh đầu tiên đủ nhỏ và mang đi được để chụp ảnh được làm bởi Johann Zahn năm 1685, gần 150 năm trước khi kỹ thuật đủ sức làm ra tấm ảnh. Các máy ảnh đầu tiên giống máy của Zahn, thường có thêm những cái hộp trượt ra-vào để lấy nét. Mỗi lần thu hình, một tấm chất nhạy sáng được đặt vào chỗ màn ảnh ngắm. Quy trình daguerreotype của Jacques Daguerre dùng tấm đồng, còn quy trình calotype do William Fox Talbot phát minh thì thu hình lên tấm giấy. Frederick Scott Archer tìm ra quy trình tấm collodion ướt năm 1850, làm giảm đáng kể thời gian rọi sáng, nhưng người chụp phải tự chuẩn bị tấm kính trong một phòng tối di động ngay trước khi chụp. Các quy trình tấm ambrotype và tintype ướt rất phổ biến trong nửa sau của thế kỷ 19 mặc dù chúng hơi phức tạp. Các loại máy ảnh chụp tấm ướt hơi khác các kiểu máy trước, mặc dù cũng có một vài kiểu cho phép đặt tấm nhạy sáng bên trong máy thay vì ở trong một phòng tối rời (ví dụ như kiểu máy Dubroni năm 1864). Một số máy ảnh có nhiều ống kính để chụp ảnh cỡ tấm danh thiếp. Kiểu máy chụp với phần thân xếp co giãn để lấy nét trở nên phổ biến trong thời kỳ chụp ảnh tấm ướt này.

## Các thương hiệu
| - Agfa - ARCA-Swiss - Agilux - Alpa - Argus - Asahiflex - Balda - Bolex - Braun (company) - Bronica - Burke & James - Cambo - Canon - Casio - Contax - Corfield | - Coronet - Diana camera - Ebony - Edixa - Ensign - Exakta - FED - Folmer & Schwing - Fujifilm - Fujica - Gami - Gateway, Inc. - Graflex - Hasselblad - Hewlett Packard - Holga | - Honeywell - Horseman - Ilford - Imaging Solutions Group (ISG) - Kodak - Konica - Leica - Linhof - Lomo - Lumix - Minolta - Mamiya - Minox - MPP - Miranda - Mustek - Newman & Guardia | - Nikon - Olympus - Oregon Scientific - Osaka - Panasonic - Pentax - Petri - Polaroid - Plaubel Makina - Praktica - Reid - Ricoh - Rollei - Samsung - SatuGO - Seagull | - Sigma - Silvestri - Sinar - Sony - Tessina - Thornton-Pickard - Topcon - Traveler - Vivitar - Van Oosbree - Voigtländer - Wisner - Wray - Yashica - Zeiss - Zenitsu |

## Sách tham khảo
- Ascher, Steven; Pincus, Edward (2007). The Filmmaker's Handbook: A Comprehensive Guide for the Digital Age (ấn bản thứ 3). New York, New York: Penguin Group. ISBN 978-0-452-28678-8.
- Burian, Peter; Caputo, Robert (2003). National Geographic photography field guide (ấn bản thứ 2). Washington, D.C.: National Geographic Society. ISBN 0-7922-5676-X.
- Frizot, Michel (1998). “Light machines: On the threshold of invention”.  Trong Michel Frizot (biên tập). A New History of Photography. Koln, Germany: Konemann. ISBN 3-8290-1328-0.
- Gernsheim, Helmut (1986). A Concise History of Photography (ấn bản thứ 3). Mineola, New York: Dover Publications, Inc. ISBN 0-486-25128-4.
- Gustavson, Todd (2009). Camera: a history of photography from daguerreotype to digital. New York, New York: Sterling Publishing Co., Inc. ISBN 978-1-4027-5656-6.
- Gustavson, Todd (1 tháng 11 năm 2011). 500 Cameras: 170 Years of Photographic Innovation. Toronto, Ontario: Sterling Publishing, Inc. ISBN 978-1-4027-8086-8.
- Hirsch, Robert (2000). Seizing the Light: A History of Photography. New York, New York: McGraw-Hill Companies, Inc. ISBN 0-697-14361-9.
- Hitchcock, Susan (editor) (20 tháng 9 năm 2011).  Susan Tyler Hitchcock (biên tập). National Geographic complete photography. Washington, D.C.: National Geographic Society. ISBN 978-1-4351-3968-8. |ngày truy cập= cần |url= (trợ giúp)Quản lý CS1: văn bản dư: danh sách tác giả (liên kết)
- Johnson, William S.; Rice, Mark; Williams, Carla (2005).  Therese Mulligan and David Wooters (biên tập). A History of Photography. Los Angeles, California: Taschen America. ISBN 978-3-8228-4777-0.
- London, Barbara; Upton, John; Kobré, Kenneth; Brill, Betsy (2002). Photography (ấn bản thứ 7). Upper Saddle River, New Jersey: Prentice Hall. ISBN 0-13-028271-5.
- Spira, S.F.; Lothrop, Jr., Easton S.; Spira, Jonathan B. (2001). The History of Photography as Seen Through the Spira Collection. New York, New York: Aperture. ISBN 978-0893819538.
- Starl, Timm (1998). “A New World of Pictures: The Daguerreotype”.  Trong Michel Frizot (biên tập). A New History of Photography. Koln, Germany: Konemann. ISBN 3-8290-1328-0.
- Wenczel, Norma (2007). “Part I - Introducing an Instrument”.  Trong Wolfgang Lefèvre (biên tập). The Optical Camera Obscura II Images and Texts (PDF). Inside the Camera Obscura – Optics and Art under the Spell of the Projected Image. Max Planck Institute for the History of Science. tr. 13–30. Bản gốc (PDF) lưu trữ ngày 2 tháng 4 năm 2012.
- Young, Hugh D.; Freedman, Roger A.; Ford, A. Lewis (2008). Sears and Zemansky's University Physics (ấn bản thứ 12). San Francisco, California: Pearson Addison-Wesley. ISBN 0-321-50147-0. Truy cập ngày 1 tháng 11 năm 2013.